# Medalistki mistrzostw Polski seniorów w biegu na 100 metrów
Medalistki mistrzostw Polski seniorów w biegu na 100 metrów – zdobywczynie medali seniorskich mistrzostw Polski w konkurencji biegu na 100 metrów.
Bieg na 100 m kobiet jest rozgrywany na mistrzostwach kraju od ich mistrzostw w 1923, które odbyły się w Warszawie. Pierwszą w historii mistrzynią Polski została zawodniczka Warszawianki Irmina Rzeźnicka, która uzyskała wynik 14,1 s.
Najwięcej medali mistrzostw Polski (dziewięć) zdobyła Marika Popowicz-Drapała, a najwięcej złotych (osiem) Ewa Swoboda.
Aktualny rekord mistrzostw Polski seniorów w biegu na 100 metrów wynosi 10,93 i został ustanowiony przez Ewę Kasprzyk podczas mistrzostw w 1986 w Grudziądzu.

## Medalistki
| NR – rekord kraju \| PB – rekord życiowy \| SB – najlepszy wynik w sezonie \| NL – najlepszy wynik w polskich tabelach w sezonie |

| Mistrzostwa              | 1. miejsce                              | Rezultat  | 2. miejsce                                | Rezultat | 3. miejsce                              | Rezultat |
| 1922                     | nie rozgrywano                          |           |                                           |          |                                         |          |
| Warszawa 1923            | Irmina Rzeźnicka Warszawianka           | 14,1      | Bronisława Szmendziuk Pogoń Lwów          | 14,2     | Marzena Szmid Polonia Warszawa          | 14,4     |
| Warszawa 1924            | Wanda Kwaśniewska Polonia Warszawa      | 14,9      | Stefania Gill Sokół Bydgoszcz             | 15,1     | Ida Kempler Makabi Kraków               | 15,4     |
| Warszawa 1925            | Wiera Czajkowska Sokół-Grażyna Warszawa | 14,0      | Wacława Sadkowska Sokół-Grażyna Warszawa  | 14,1     | Ludwika Gorloff AZS Warszawa            |          |
| Warszawa 1926            | Helena Woynarowska AZS Warszawa         | 13,6      | Janina Grabicka Sokół-Grażyna Warszawa    | 13,6     | Wiera Czajkowska Sokół Warszawa         | (13,9)   |
| Poznań 1927              | Helena Gędziorowska TKS Toruń           | 14,1      | Anna Breuer Rożdzień Szopienice           | (14,5)   | Helena Woynarowska AZS Warszawa         |          |
| Kraków 1928              | Alina Hulanicka Grażyna Warszawa        | 13,6      | Helena Woynarowska AZS Warszawa           |          | Jadwiga Rokosz Warszawianka             |          |
| Warszawa 1929            | Anna Breuer Rożdzień Szopienice         | 12,9w     | Wacława Sadkowska Grażyna Warszawa        | o 3 m    | Alina Hulanicka Grażyna Warszawa        |          |
| Bydgoszcz 1930           | Felicja Schabińska Legia Warszawa       | 13,2      | Alina Hulanicka Grażyna Warszawa          | 13,3     | Anna Breuer Rożdzień Szopienice         | 13,4     |
| Warszawa 1931            | Jolanta Manteuffel AZS Warszawa         | 12,8      | Anna Breuer Pogoń Katowice                | 13,3     | Alina Hulanicka Grażyna Warszawa        | 13,5     |
| Łódź 1932                | Anna Breuer Pogoń Katowice              | 12,7      | Otylia Kałuża Stadion Królewska Huta      | 13,0     | Helena Gottlieb Makabi Kraków           | 13,3     |
| Królewska Huta 1933      | Otylia Kałuża Stadion Królewska Huta    | 13,1      | Elżbieta Białas Pogoń Katowice            | 13,2     | Aniela Sikora Stadion Królewska Huta    | 13,2     |
| Warszawa 1934            | Stanisława Walasiewicz Grażyna Warszawa | 12,6      | Otylia Kałuża Stadion Chorzów             | 13,0     | Helena Gottlieb Makabi Kraków           | 13,2     |
| Kraków 1935              | Stanisława Walasiewicz Grażyna Warszawa | 12,0      | Otylia Kałuża Stadion Chorzów             | 12,9     | Barbara Książkiewicz Sokół Bydgoszcz    |          |
| Łódź 1936                | Jadwiga Batiuk Strzelec Lwów            | 13,2      | Helena Gottlieb Makabi Kraków             | 13,2     | Zofia Staruszkiewicz Sokół Grudziądz    | 13,3     |
| Bydgoszcz 1937           | Barbara Książkiewicz Pomorzanin Toruń   | 13,2      | Zofia Staruszkiewicz Sokół Grudziądz      | 13,3     | Irena Świderska AZS Poznań              | 13,4     |
| Grudziądz 1938           | Stanisława Walasiewicz Warszawianka     | 11,8      | Otylia Kałuża Stadion Chorzów             | 12,5     | Barbara Książkiewicz Pomorzanin Toruń   | 12,7     |
| Chorzów 1939             | Otylia Kałuża Stadion Chorzów           | 12,6      | Stanisława Konklewska Pomorzanin Toruń    | 12,9     | Barbara Książkiewicz Pomorzanin Toruń   | 12,9     |
| 1940-1944                | nie rozgrywano                          |           |                                           |          |                                         |          |
| Łódź 1945                | Jadwiga Słomczewska DKS Łódź            | 13,8      | Janina Legutko Wisła Kraków               | 14,0     | Irena Serafin Pogoń Katowice            | 14,1     |
| Kraków 1946              | Stanisława Walasiewicz Legia Warszawa   | 12,8      | Mieczysława Moder ŁKS Łódź                | 13,3     | Zofia Perczyk Sokół Kraków              | 13,4     |
| Katowice 1947            | Mieczysława Moder AZS Łódź              | 12,8      | Irena Hejducka Pogoń Katowice             | 13,0     | Jadwiga Słomczewska DKS Łódź            | 13,0     |
| Bydgoszcz 1948           | Mieczysława Moder AZS Łódź              | 13,2      | Irena Hejducka Pogoń Katowice             | 13,2     | Maria Brocek Gedania Gdańsk             | 13,3     |
| Łódź 1949                | Mieczysława Moder AZS Łódź              | 12,7      | Gertruda Gębolis Związkowiec Katowice     | 13,1     | Jadwiga Słomczewska ŁKS Łódź            | 13,1     |
| Kraków 1950              | Mieczysława Moder Budowlani Gdańsk      | 12,8      | Irena Kuźmicka Budowlani Chorzów          | 12,8     | Genowefa Cieślik Budowlani Szczecin     | 13,1     |
| Warszawa 1951            | Maria Ilwicka AZS Warszawa              | 12,5      | Irena Kuźmicka Budowlani Chorzów          | 12,5     | Mieczysława Moder Budowlani Gdańsk      | 12,5     |
| Wrocław 1952             | Maria Ilwicka AZS-AWF Warszawa          | 12,5      | Genowefa Minicka Budowlani Poznań         | 12,6     | Barbara Lerczak AZS Poznań              | 12,6     |
| Warszawa 1953            | Barbara Lerczak AZS Poznań              | 12,5      | Celina Jesionowska OWKS Lublin            | 12,7     | Elżbieta Bocian Budowlani Gdańsk        | 12,7     |
| Warszawa 1954            | Barbara Lerczak AZS Poznań              | 12,3      | Maria Kusion AZS Kraków                   | 12,4     | Maria Ilwicka Kolejarz Piotrowice       | 12,4     |
| Łódź 1955                | Maria Kusion AZS Kraków                 | 11,9      | Halina Richter Budowlani Chorzów          | 12,2     | Genowefa Minicka Budowlani Opole        | 12,4     |
| Zabrze 1956              | Teresa Siedlaczek Unia Chorzów          | 12,4      | Celina Jesionowska CWKS Warszawa          | 12,4     | Elżbieta Ćmok Stal Katowice             | 12,5     |
| Poznań 1957              | Barbara Janiszewska AZS Kraków          | 12,4      | Halina Richter AKS Chorzów                | 12,5     | Maria Chojnacka Legia Warszawa          | 12,5     |
| Bydgoszcz 1958           | Barbara Janiszewska AZS Kraków          | 11,6 =NR  | Celina Jesionowska Legia Warszawa         | 11,8     | Maria Chojnacka Legia Warszawa          | 11,8     |
| Gdańsk 1959              | Maria Bibro Cracovia                    | 12,0      | Barbara Janiszewska AZS Kraków            | 12,0     | Celina Jesionowska Legia Warszawa       | 12,2     |
| Olsztyn 1960             | Teresa Wieczorek ŁKS Łódź               | 11,8      | Maria Chojnacka Legia Warszawa            | 11,9     | Halina Richter Górnik Zabrze            | 11,9     |
| Nowa Huta 1961           | Teresa Ciepły Zawisza Bydgoszcz         | 11,6 =NR  | Halina Richter Górnik Zabrze              | 11,9     | Celina Gerwin Legia Warszawa            | 12,0     |
| Warszawa 1962            | Teresa Ciepły Zawisza Bydgoszcz         | 11,6      | Halina Górecka Górnik Zabrze              | 11,7     | Elżbieta Szyroka Baildon Katowice       | 11,8     |
| Bydgoszcz 1963           | Elżbieta Szyroka Baildon Katowice       | 11,4 =NR  | Barbara Sobotta AZS Kraków                | 11,5     | Halina Górecka Górnik Zabrze            | 11,8     |
| Warszawa 1964            | Halina Górecka Górnik Zabrze            | 11,7      | Teresa Ciepły Zawisza Bydgoszcz           | 12,0     | Maria Piątkowska Legia Warszawa         | 12,0     |
| Szczecin 1965            | Elżbieta Kolejwa Gwardia Warszawa       | 11,6      | Teresa Ciepły Zawisza Bydgoszcz           | 11,8     | Mirosława Sałacińska AZS Kraków         | 11,9     |
| Poznań 1966              | Irena Kirszenstein Polonia Warszawa     | 11,6      | Elżbieta Bednarek Warszawianka            | 12,2     | Teresa Ciepły Zawisza Bydgoszcz         | 12,2     |
| Chorzów 1967             | Irena Kirszenstein Polonia Warszawa     | 11,4      | Mirosława Sałacińska Budowlani Kielce     | 11,7     | Urszula Styranka Gwardia Olsztyn        | 11,8     |
| Zielona Góra 1968        | Irena Szewińska Polonia Warszawa        | 11,4      | Urszula Jóźwik Gwardia Olsztyn            | 11,8     | Danuta Straszyńska AZS Kraków           | 11,8     |
| Kraków 1969              | Danuta Jędrejek Start Lublin            | 11,8      | Anna Mochol SKL Szczecin                  | 11,9     | Jadwiga Dudek Gwardia Warszawa          | 11,9     |
| Warszawa 1970            | Helena Kerner Górnik Zabrze             | 11,6      | Urszula Jóźwik Gwardia Olsztyn            | 11,7     | Urszula Soszka OKS Otwock               | 11,8     |
| Warszawa 1971            | Helena Fliśnik Górnik Zabrze            | 11,5      | Danuta Jędrejek Start Lublin              | 11,5     | Urszula Jóźwik Gwardia Olsztyn          | 11,6     |
| Warszawa 1972            | Irena Szewińska Polonia Warszawa        | 11,2      | Helena Fliśnik Górnik Zabrze              | 11,4     | Danuta Straszyńska Skra Warszawa        | 11,4     |
| Warszawa 1973            | Irena Szewińska Polonia Warszawa        | 11,1 =NR  | Urszula Styranka Gwardia Olsztyn          | 11,4     | Danuta Jędrejek Start Lublin            | 11,5     |
| Warszawa 1974            | Irena Szewińska Polonia Warszawa        | 10,9 =NR  | Aniela Szubert Gwardia Warszawa           | 11,2     | Danuta Jędrejek Start Lublin            | 11,4     |
| Bydgoszcz 1975           | Ewa Długołęcka Legia Warszawa           | 11,3      | Danuta Jędrejek Start Lublin              | 11,4     | Aniela Szubert Gwardia Warszawa         | 11,6     |
| Bydgoszcz 1976           | Małgorzata Bogucka Gwardia Warszawa     | 11,43     | Aniela Szubert Gwardia Warszawa           | 11,61    | Helena Fliśnik Górnik Zabrze            | 11,65    |
| Bydgoszcz 1977           | Małgorzata Bogucka Gwardia Warszawa     | 11,54     | Ewa Długołęcka Legia Warszawa             | 11,83    | Bogusława Kaniecka Górnik Zabrze        | 11,93    |
| Warszawa 1978            | Grażyna Rabsztyn Gwardia Warszawa       | 11,81     | Ewa Długołęcka Legia Warszawa             | 11,91    | Grażyna Molik Lechia Gdańsk             | 11,93    |
| Poznań 1979              | Irena Szewińska Polonia Warszawa        | 11,63     | Elżbieta Stachurska ŁKS Łódź              | 12,01    | Agnieszka Krzepińska Spójnia Warszawa   | 12,02    |
| Łódź 1980                | Zofia Bielczyk Polonia Warszawa         | 11,58     | Elżbieta Stachurska ŁKS Łódź              | 11,59    | Bożena Pająk Legia Warszawa             | 11,85    |
| Zabrze 1981              | Iwona Pakuła Legia Warszawa             | 11,96     | Bernarda Ligęza Hutnik Kraków             | 12,12    | Danuta Niedzielska Start Lublin         | 12,12    |
| Lublin 1982              | Iwona Pakuła Legia Warszawa             | 11,54     | Anna Ślipiko Gwardia Olsztyn              | 11,70    | Bernarda Ligęza Hutnik Kraków           | 11,75    |
| Bydgoszcz 1983           | Anna Ślipiko Gwardia Olsztyn            | 11,64     | Iwona Pakuła Legia Warszawa               | 11,77    | Bernarda Ligęza Hutnik Kraków           | 11,81    |
| Lublin 1984              | Elżbieta Tomczak Olimpia Poznań         | 11,18 PB  | Ewa Kasprzyk Olimpia Poznań               | 11,22 PB | Iwona Pakuła Legia Warszawa             | 11,36 PB |
| Bydgoszcz 1985           | Elżbieta Tomczak Olimpia Poznań         | 11,28     | Ewa Pisiewicz Start Lublin                | 11,33    | Ewa Kasprzyk Olimpia Poznań             | 11,37    |
| Grudziądz 1986           | Ewa Kasprzyk Olimpia Poznań             | 10,93 NR  | Jolanta Janota Start Lublin               | 11,19 PB | Urszula Jaros Górnik Zabrze             | 11,20 PB |
| Poznań 1987              | Jolanta Janota Start Lublin             | 11,50     | Agnieszka Siwek Górnik Zabrze             | 11,53    | Ewa Pisiewicz Start Lublin              | 11,54    |
| Grudziądz 1988           | Ewa Pisiewicz Start Lublin              | 11,33     | Jolanta Janota Start Lublin               | 11,34    | Joanna Smolarek Start Katowice          | 11,36    |
| Kraków 1989              | Joanna Smolarek AZS-AWF Katowice        | 11,66     | Urszula Jaros Górnik Zabrze               | 11,68    | Małgorzata Skotowska Calisia Kalisz     | 11,71    |
| Piła 1990                | Joanna Smolarek AZS-AWF Katowice        | 11,38     | Dorota Krawczak Skra Warszawa             | 11,78    | Jolanta Soczyńska Agros Chełm           | 11,78    |
| Kielce 1991              | Joanna Smolarek AZS-AWF Katowice        | 11,59     | Izabela Czajko Jagiellonia Białystok      | 11,92    | Dorota Krawczak Skra Warszawa           | 11,94    |
| Warszawa 1992            | Joanna Smolarek AZS-AWF Katowice        | 11,75     | Dorota Krawczak Skra Warszawa             | 11,80    | Iwona Smulikowska Orzeł Warszawa        | 11,94    |
| Kielce 1993              | Dorota Krawczak Skra Warszawa           | 11,41     | Anna Leszczyńska MKS AZS-AWF Gdańsk       | 11,50    | Izabela Czajko Jagiellonia Białystok    | 11,60    |
| Piła 1994                | Izabela Czajko Jagiellonia Białystok    | 11,79     | Dorota Brodowska AZS-AWF Warszawa         | 11,88    | Monika Borejza Legia Warszawa           | 11,93    |
| Warszawa 1995            | Kinga Leszczyńska Warszawianka          | 11,75     | Anna Leszczyńska Warszawianka             | 11,84    | Marzena Pawlak Olimpia Poznań           | 11,88    |
| Piła 1996                | Kinga Leszczyńska Warszawianka          | 11,91     | Dorota Brodowska AZS-AWF Warszawa         | 11,94    | Anna Głowacka UNTS Warszawa             | 11,95    |
| Bydgoszcz 1997           | Anna Leszczyńska Warszawianka           | 11,49     | Dorota Brodowska AZS-AWF Warszawa         | 11,63    | Anna Pacholak Żeglina Sieradz           | 11,89    |
| Wrocław 1998             | Kinga Leszczyńska Warszawianka          | 11,69     | Anna Leszczyńska Warszawianka             | 11,71    | Zuzanna Radecka AZS-AWF Katowice        | 11,74    |
| Kraków 1999              | Zuzanna Radecka AZS-AWF Katowice        | 11,40     | Marzena Pawlak Olimpia Poznań             | 11,43    | Irena Sznajder Olimpia Grudziądz        | 11,54    |
| Kraków 2000              | Zuzanna Radecka AZS-AWF Katowice        | 11,37     | Agnieszka Rysiukiewicz AZS-AWF Wrocław    | 11,61    | Marzena Pawlak Olimpia Poznań           | 11,64    |
| Bydgoszcz 2001           | Agnieszka Rysiukiewicz AZS-AWF Wrocław  | 11,62     | Marzena Pawlak Olimpia Poznań             | 11,64    | Iwona Dorobisz AZS-AWF Wrocław          | 11,76    |
| Szczecin 2002            | Beata Szkudlarz AZS-AWF Biała Podlaska  | 11,46     | Daria Onyśko AZS-AWF Poznań               | 11,56    | Dorota Dydo Olimpia Poznań              | 11,56    |
| Bielsko-Biała 2003       | Daria Onyśko AZS-AWF Poznań             | 11,50     | Iwona Dorobisz AZS-AWF Wrocław            | 11,58    | Dorota Dydo Olimpia Poznań              | 11,62    |
| Bydgoszcz 2004           | Daria Onyśko AZS-AWF Poznań             | 11,67     | Małgorzata Flejszar LKS Ziemi Puckiej     | 11,84    | Iwona Dorobisz AZS-AWF Wrocław          | 11,92    |
| Biała Podlaska 2005      | Daria Onyśko AZS-AWF Poznań             | 11,44     | Dorota Dydo AZS Poznań                    | 11,65    | Iwona Brzezińska Skra Warszawa          | 11,77    |
| Bydgoszcz 2006           | Daria Onyśko AZS-AWF Gorzów Wlkp.       | 11,45     | Dorota Dydo AZS Poznań                    | 11,52    | Joanna Gabryelewicz AZS-AWF Poznań      | 11,66    |
| Poznań 2007              | Daria Korczyńska Śląsk Wrocław          | 11,45     | Ewelina Klocek Śląsk Wrocław              | 11,64    | Marta Jeschke SKLA Sopot                | 11,70    |
| Szczecin 2008            | Daria Korczyńska Śląsk Wrocław          | 11,29     | Ewelina Klocek Śląsk Wrocław              | 11,45    | Joanna Kocielnik Orzeł Warszawa         | 11,47    |
| Bydgoszcz 2009           | Marika Popowicz Zawisza Bydgoszcz       | 11,38     | Joanna Kocielnik Orzeł Warszawa           | 11,59    | Iwona Ziółkowska AZS Poznań             | 11,59    |
| Bielsko-Biała 2010       | Weronika Wedler AZS-AWF Wrocław         | 11,42     | Ewelina Ptak Śląsk Wrocław                | 11,45    | Marika Popowicz Zawisza Bydgoszcz       | 11,49    |
| Bydgoszcz 2011           | Marika Popowicz Zawisza Bydgoszcz       | 11,55     | Agnieszka Ligięza AZS-AWF Kraków          | 11,61    | Marta Jeschke SKLA Sopot                | 11,66    |
| Bielsko-Biała 2012       | Daria Korczyńska Śląsk Wrocław          | 11,39 SB  | Marta Jeschke SKLA Sopot                  | 11,42 SB | Marika Popowicz Zawisza Bydgoszcz       | 11,43 SB |
| Toruń 2013               | Marika Popowicz Zawisza Bydgoszcz       | 11,29 =PB | Weronika Wedler AZS-AWF Wrocław           | 11,48 SB | Marta Jeschke SKLA Sopot                | 11,52    |
| Szczecin 2014            | Anna Kiełbasińska AZS-AWF Warszawa      | 11,50 PB  | Marta Jeschke SKLA Sopot                  | 11,65    | Małgorzata Kołdej Agros Zamość          | 11,67 SB |
| Kraków 2015              | Marika Popowicz Zawisza Bydgoszcz       | 11,44     | Marta Jeschke SKLA Sopot                  | 11,50 SB | Anna Kiełbasińska AZS-AWF Warszawa      | 11,52    |
| Bydgoszcz 2016           | Ewa Swoboda Czwórka Żory                | 11,34     | Marika Popowicz-Drapała Zawisza Bydgoszcz | 11,49    | Anna Kiełbasińska SKLA Sopot            | 11,65    |
| Białystok 2017           | Ewa Swoboda AZS-AWF Katowice            | 11,29 SB  | Marika Popowicz-Drapała Zawisza Bydgoszcz | 11,39 SB | Karolina Zagajewska AZS Łódź            | 11,58    |
| Lublin 2018              | Ewa Swoboda AZS-AWF Katowice            | 11,12w    | Anna Kiełbasińska SKLA Sopot              | 11,23w   | Kamila Ciba OŚ AZS Poznań               | 11,45w   |
| Radom 2019               | Ewa Swoboda AZS-AWF Katowice            | 11,21     | Marika Popowicz-Drapała Zawisza Bydgoszcz | 11,50 SB | Kamila Ciba OŚ AZS Poznań               | 11,56 SB |
| Włocławek 2020           | Ewa Swoboda AZS-AWF Katowice            | 11,52     | Pia Skrzyszowska AZS-AWF Warszawa         | 11,76    | Klaudia Adamek Gwardia Piła             | 11,81    |
| Poznań 2021              | Pia Skrzyszowska AZS-AWF Warszawa       | 11,22 PB  | Klaudia Adamek Gwardia Piła               | 11,31 PB | Paulina Guzowska AZS-AWF Katowice       | 11,36 PB |
| Suwałki 2022             | Ewa Swoboda AZS AWF Katowice            | 10,99 w   | Magdalena Stefanowicz AZS AWF Katowice    | 11,21 w  | Martyna Kotwiła RLTL Optima Radom       | 11,28 w  |
| Gorzów Wielkopolski 2023 | Ewa Swoboda AZS AWF Katowice            | 11,08     | Kryscina Cimanouska KS AZS AWF Warszawa   | 11,26    | Magdalena Stefanowicz AZS AWF Katowice  | 11,42    |
| Bydgoszcz 2024           | Ewa Swoboda AZS AWF Katowice            | 11,11     | Pia Skrzyszowska KS AZS AWF Warszawa      | 11,33    | Kryscina Cimanouska KS AZS AWF Warszawa | 11,40    |

## Klasyfikacja medalowa
W historii mistrzostw Polski seniorów na podium tej imprezy stanęło w sumie 116 sprinterek. Najwięcej medali – 9 – wywalczyła Marika Popowicz-Drapała, a najwięcej złotych (8) Ewa Swoboda. W tabeli kolorem wyróżniono zawodniczki, którzy wciąż są czynnymi lekkoatletkami.
| Lp. | Zawodniczka             | Złoto | Srebro | Brąz | Razem |
| 1.  | Ewa Swoboda             | 8     | 0      | 0    | 8     |
| 2.  | Daria Korczyńska        | 7     | 1      | 0    | 8     |
| 3.  | Irena Szewińska         | 7     | 0      | 0    | 7     |
| 4.  | Marika Popowicz-Drapała | 4     | 3      | 2    | 9     |
| 5.  | Barbara Sobotta         | 4     | 2      | 1    | 7     |
| 6.  | Mieczysława Moder       | 4     | 1      | 1    | 6     |
| 7.  | Joanna Smolarek         | 4     | 0      | 1    | 5     |
| 8.  | Stanisława Walasiewicz  | 4     | 0      | 0    | 4     |
| 9.  | Teresa Ciepły           | 3     | 2      | 1    | 6     |
| 10. | Kinga Leszczyńska       | 3     | 0      | 0    | 3     |
| 11. | Otylia Kałuża           | 2     | 4      | 0    | 6     |
| 12. | Anna Breuer             | 2     | 2      | 1    | 5     |
| 13. | Maria Piątkowska        | 2     | 1      | 4    | 7     |
| 14. | Helena Fliśnik          | 2     | 1      | 1    | 4     |
| 14. | Iwona Pakuła            | 2     | 1      | 1    | 4     |
| 16. | Maria Kusion-Bibro      | 2     | 1      | 0    | 3     |
| 17. | Zuzanna Radecka         | 2     | 0      | 1    | 3     |
| 18. | Małgorzata Bogucka      | 2     | 0      | 0    | 2     |
| 18. | Elżbieta Tomczak        | 2     | 0      | 0    | 2     |
| 20. | Halina Górecka          | 1     | 4      | 2    | 7     |
| 21. | Anna Leszczyńska-Łazor  | 1     | 3      | 0    | 4     |
| 22. | Danuta Jędrejek         | 1     | 2      | 2    | 5     |
| 23. | Dorota Krawczak         | 1     | 2      | 1    | 4     |
| 24. | Ewa Długołęcka          | 1     | 2      | 0    | 3     |
| 24. | Jolanta Janota          | 1     | 2      | 0    | 3     |
| 24. | Pia Skrzyszowska        | 1     | 2      | 0    | 3     |
| 27. | Alina Hulanicka         | 1     | 1      | 2    | 4     |
| 27. | Anna Kiełbasińska       | 1     | 1      | 2    | 4     |
| 29. | Izabela Czajko          | 1     | 1      | 1    | 3     |
| 29. | Ewa Kasprzyk            | 1     | 1      | 1    | 3     |
| 29. | Ewa Pisiewicz           | 1     | 1      | 1    | 3     |
| 29. | Helena Woynarowska      | 1     | 1      | 1    | 3     |
| 33. | Agnieszka Rysiukiewicz  | 1     | 1      | 0    | 2     |
| 33. | Anna Ślipiko            | 1     | 1      | 0    | 2     |
| 33. | Weronika Wedler         | 1     | 1      | 0    | 2     |
| 36. | Barbara Książkiewicz    | 1     | 0      | 3    | 4     |
| 37. | Jadwiga Słomczewska     | 1     | 0      | 2    | 3     |
| 37. | Elżbieta Szyroka        | 1     | 0      | 2    | 3     |
| 39. | Wiera Czajkowska        | 1     | 0      | 1    | 2     |
| 40. | Jadwiga Batiuk          | 1     | 0      | 0    | 1     |
| 40. | Zofia Bielczyk          | 1     | 0      | 0    | 1     |
| 40. | Helena Gędziorowska     | 1     | 0      | 0    | 1     |
| 40. | Elżbieta Kolejwa        | 1     | 0      | 0    | 1     |
| 40. | Wanda Kwaśniewska       | 1     | 0      | 0    | 1     |
| 40. | Jolalna Manteuffel      | 1     | 0      | 0    | 1     |
| 40. | Grażyna Rabsztyn        | 1     | 0      | 0    | 1     |
| 40. | Irmina Rzeźnicka        | 1     | 0      | 0    | 1     |
| 40. | Felicja Schabińska      | 1     | 0      | 0    | 1     |
| 40. | Teresa Siedlaczek       | 1     | 0      | 0    | 1     |
| 40. | Beata Szkudlarz         | 1     | 0      | 0    | 1     |
| 51. | Irena Hejducka          | 0     | 4      | 0    | 4     |
| 52. | Marta Jeschke           | 0     | 3      | 3    | 6     |
| 53. | Celina Jesionowska      | 0     | 3      | 2    | 5     |
| 53. | Urszula Styranka        | 0     | 3      | 2    | 5     |
| 55. | Dorota Brodowska        | 0     | 3      | 0    | 3     |
| 55. | Ewelina Ptak            | 0     | 3      | 0    | 3     |
| 57. | Dorota Jędrusińska      | 0     | 2      | 2    | 4     |
| 57. | Marzena Pawlak          | 0     | 2      | 2    | 4     |
| 59. | Aniela Szubert          | 0     | 2      | 1    | 3     |
| 60. | Wacława Sadkowska       | 0     | 2      | 0    | 2     |
| 61. | Elżbieta Stachurska     | 0     | 2      | 0    | 2     |
| 62. | Iwona Ziółkowska        | 0     | 1      | 3    | 4     |
| 63. | Helena Gottlieb         | 0     | 1      | 2    | 3     |
| 63. | Bernarda Ligęza         | 0     | 1      | 2    | 3     |
| 63. | Genowefa Minicka        | 0     | 1      | 2    | 3     |
| 66. | Klaudia Adamek          | 0     | 1      | 1    | 2     |
| 66. | Kryscina Cimanouska     | 0     | 1      | 1    | 2     |
| 66. | Urszula Jaros           | 0     | 1      | 1    | 2     |
| 66. | Joanna Kocielnik        | 0     | 1      | 1    | 2     |
| 66. | Mirosława Sarna         | 0     | 1      | 1    | 2     |
| 66. | Zofia Staruszkiewicz    | 0     | 1      | 1    | 2     |
| 66. | Magdalena Stefanowicz   | 0     | 1      | 1    | 2     |
| 73. | Elżbieta Białas         | 0     | 1      | 0    | 1     |
| 73. | Małgorzata Flejszar     | 0     | 1      | 0    | 1     |
| 73. | Gertruda Gębolis        | 0     | 1      | 0    | 1     |
| 73. | Stefania Gill           | 0     | 1      | 0    | 1     |
| 73. | Janina Grabicka         | 0     | 1      | 0    | 1     |
| 73. | Stanisława Konklewska   | 0     | 1      | 0    | 1     |
| 73. | Janina Legutko          | 0     | 1      | 0    | 1     |
| 73. | Agnieszka Ligięza       | 0     | 1      | 0    | 1     |
| 73. | Anna Mochol             | 0     | 1      | 0    | 1     |
| 73. | Agnieszka Siwek         | 0     | 1      | 0    | 1     |
| 73. | Bronisława Szmendziuk   | 0     | 1      | 0    | 1     |
| 73. | Elżbieta Żebrowska      | 0     | 1      | 0    | 1     |
| 85. | Kamila Ciba             | 0     | 0      | 2    | 2     |
| 85. | Danuta Straszyńska      | 0     | 0      | 2    | 2     |
| 85. | Elżbieta Bocian         | 0     | 0      | 1    | 1     |
| 88. | Monika Borejza          | 0     | 0      | 1    | 1     |
| 88. | Maria Brocek            | 0     | 0      | 1    | 1     |
| 88. | Iwona Brzezińska        | 0     | 0      | 1    | 1     |
| 88. | Jadwiga Dudek           | 0     | 0      | 1    | 1     |
| 88. | Joanna Gabryelewicz     | 0     | 0      | 1    | 1     |
| 88. | Anna Głowacka           | 0     | 0      | 1    | 1     |
| 88. | Ludwika Gorloff         | 0     | 0      | 1    | 1     |
| 88. | Anna Guzowska           | 0     | 0      | 1    | 1     |
| 88. | Paulina Guzowska        | 0     | 0      | 1    | 1     |
| 88. | Bogusława Kaniecka      | 0     | 0      | 1    | 1     |
| 88. | Ida Kempler             | 0     | 0      | 1    | 1     |
| 88. | Małgorzata Kołdej       | 0     | 0      | 1    | 1     |
| 88. | Martyna Kotwiła         | 0     | 0      | 1    | 1     |
| 88. | Agnieszka Krzepińska    | 0     | 0      | 1    | 1     |
| 88. | Grażyna Molik           | 0     | 0      | 1    | 1     |
| 88. | Danuta Niedzielska      | 0     | 0      | 1    | 1     |
| 88. | Bożena Pająk            | 0     | 0      | 1    | 1     |
| 88. | Zofia Perczyk           | 0     | 0      | 1    | 1     |
| 88. | Jadwiga Rokosz          | 0     | 0      | 1    | 1     |
| 88. | Irena Serafin           | 0     | 0      | 1    | 1     |
| 88. | Aniela Sikora           | 0     | 0      | 1    | 1     |
| 88. | Małgorzata Skotowska    | 0     | 0      | 1    | 1     |
| 88. | Iwona Smulikowska       | 0     | 0      | 1    | 1     |
| 88. | Jolanta Soczyńska       | 0     | 0      | 1    | 1     |
| 88. | Urszula Soszka          | 0     | 0      | 1    | 1     |
| 88. | Marzena Szmid           | 0     | 0      | 1    | 1     |
| 88. | Irena Sznajder          | 0     | 0      | 1    | 1     |
| 88. | Irena Świderska         | 0     | 0      | 1    | 1     |
| 88. | Karolina Zagajewska     | 0     | 0      | 1    | 1     |

## Zmiany nazwisk
Niektóre zawodniczki w trakcie kariery lekkoatletycznej zmieniały nazwiska. Poniżej podane są najpierw nazwiska panieńskie, a następnie po mężu:
Elżbieta Bednarek → Elżbieta Żebrowska
Elżbieta Białas → Elżbieta Rakoczy
Elżbieta Bocian → Elżbieta Wagner
Anna Breuer → Anna Mosler
Genowefa Cieślik → Genowefa Minicka
Elżbieta Ćmok → Elżbieta Szyroka
Iwona Dorobisz → Iwona Ziółkowska
Dorota Dydo → Dorota Jędrusińska
Irena Hejducka → Irena Kuźmicka
Maria Ilwicka → Maria Chojnacka → Maria Piątkowska
Celina Jesionowska → Celina Gerwin
Helena Kerner → Helena Fliśnik
Irena Kirszenstein → Irena Szewińska
Ewelina Klocek → Ewelina Ptak
Maria Kusion → Maria Bibro
Barbara Lerczak → Barbara Janiszewska → Barbara Sobotta
Anna Leszczyńska → Anna Leszczyńska-Łazor
Daria Onyśko → Daria Korczyńska
Anna Pacholak → Anna Guzowska
Małgorzata Piechowicz → Małgorzata Skotowska
Marika Popowicz → Marika Popowicz-Drapała
Halina Richter → Halina Górecka
Mirosława Sałacińska → Mirosława Sarna
Elżbieta Stachurska → Elżbieta Woźniak
Urszula Styranka → Urszula Jóźwik
Otylia Tabacka → Otylia Kałuża
Teresa Wieczorek → Teresa Ciepły